# 仁元王后
仁元王后 金氏（じんげんおうこう きんし/イヌォンワンフ キムシ 인원왕후 김씨 Queen Inwon 1687年11月3日-1757年5月13日）は李氏朝鮮第19代王・粛宗の3番目の王妃（継室）。本貫は慶州。

## 生涯
仁元王后は慶恩府院君・金柱臣（キム・ジュシン）と嘉林府夫人趙氏の娘として生まれ、1701年、2番目の王妃・仁顕王后が崩御、禧嬪張氏が刑死し、粛宗によって側室から正室への昇格が禁止され、新たな王妃として揀択された。当時、朝廷は西人派から老論派、少論派に別れ激しい対立を繰り広げ、彼女の家門は少論派に属していたが生き残りのため老論派に転向した。
粛宗との間に子を儲けることがかなわなかったが後宮の淑嬪崔氏の子・延礽君（後の英祖）を自分の子として育て、1720年、粛宗崩御後、少論派から狙われていた彼を守った。1721年、世継ぎのいなかった景宗（粛宗の長男、英祖の異母兄）は延礽君を王世弟に冊封し仁元王后は王世弟の後見人となった。
1724年、景宗が崩御され、王世弟が第21代王・英祖として即位し後見人として見守った仁元王后は、晩年は英祖やその妻である貞聖王后から礼を尽くされた。1757年4月3日に貞聖王后が64歳で他界。1ヶ月後の同年5月13日に貞聖王后の後を追うように、仁元王后は70歳で崩御した。

## 登場作品

### 映画
- 王の運命　-歴史を変えた八日間- （2015年）演：キム・ヘスク

### テレビドラマ
- 『大王の道』（1998年 MBC）演：キム・ヨンリム
- 『トンイ』（2010年 MBC）演：オ・ヨンソ（日本語吹き替え：甲斐田裕子）
- 『ヘチ 王座への道』（2019年 SBS）演：ナム・ギエ（日本語吹き替え：横田砂選）

| 先代 仁顕王后 | 朝鮮王妃 在位：1702年 - 1720年     | 次代 宣懿王后 |
| 先代 明聖王后 | 朝鮮大妃 在位：1720年 - 1724年     | 次代 宣懿王后 |
| 先代 荘烈王后 | 朝鮮大王大妃 在位：1724年 - 1757年 | 次代 貞純王后 |